# 왕륭 (후한)
왕륭(王隆, ? ~ ?)은 후한 초기의 문장가로, 자는 문산(文山)이며 풍익군 운양현(雲陽縣) 사람이다.

## 생애
신나라 때 아버지의 임자로 낭(郞)이 되었고, 난리를 피하여 하서(河西)로 달아나 두융의 좌호군(左護軍)이 되었다. 후한 건무 연간에 신급령(新汲令)이 되었고, 문장에 능하여 시·부·명(銘)·서(書) 등 스물여섯 편을 지었다.

## 출전
- 범엽, 《후한서》 권80상 문원열전 上